# 絕對權力
《絕對權力》是中國一套以反貪腐為題材的一套電視劇，全劇有27集，根據周梅森的同名小說改編而成。由於劇集的題材具爭議性，所以在2002年拍攝，「从开机拍摄到播出，共经历了7次大的修改、8个月的严格审查」，到2003年才得以播放。其後在湖南衛視國際台播放中。劇集有多位在中國數一數二的演員擔任電視劇的主角，因此當電視劇在當地多個省份播放時，都得到好評。

## 演員及製作人員

### 演員

#### 主要角色
- 唐國強 飾 鏡州市委書記齊全盛
- 斯琴高娃 飾 時任鏡州市長趙芬芳，接替劉重天。她與金字塔集團董事長金啟明是舊同學關係，丈夫錢初成是公安局副局長[3]
- 高明 飾 東江省省委副秘书长劉重天，前鏡州市長，後調任省冶金厅厅長，再調任省委副秘书长，負責調查鏡州市的貪腐事件

#### 鏡州市
- 劉昊明 飾 李其昌，齊全盛秘書[3]
- 施京明 飾 周善本，镜州市副市长。
- 李仁堂 飾 已退休的前镜州市委书记及東江省省委書記陈百川（在電視劇拍完後離世，所以在片末的演員表裡他的名字被方格框着）。
- 張玉 飾 林一达，镜州市市委常委，與趙芬芳對立，與白可樹曾在澳門豪賭而被捕。[3]
- 李進 飾 白可树，镜州市市委常委兼常務副市長，與趙芬芳對立，與林一達曾在澳門豪賭而被捕。[3]
- 陳逸恒 飾 錢初成，镜州市公安局副局長，趙芬芳的丈夫[3]
- 曹克難 飾 吉向东，镜州市公安局副局长。
- 張岩 飾 小劉：趙芬芳秘書。

#### 東江省
- 李士溪 飾 郑秉义，東江省省委書記[3]
- 李仁義 飾 關省長，東江省省長[3]
- 錢處長
- 范處長
- 金鑫 飾 孫光明主任
- 郭東文 飾 陈立仁，省反貪局[3]
- 夏宗佑 飾 李士岩[3]，劉重天在省委的上司。
- 李志 飾 吳歡，吳大隊長，省三監職員。

#### 其他
- 梁玉瑾 飾 高雅菊，齊全盛夫人，京劇團團長
- 劉蕾 飾 齊小艷，小名艷子，齊全盛女兒，跟錢初成有暖昩關係[3]
- 壯麗邹月茹，劉重天夫人
  - 溤謙邹旋，邹月茹的兄長，刘重天的酒鬼舅子[4]，與楊宏志有關連，原來在市裡擔任正科級達9年，因為與劉重天的姻親關係，多次提升都被齊全盛拒絕，後來趙芬芳為拉攏劉重天，提拔鄒旋成為市建委副主任[5]。
- 劉沙 飾 祁宇宙，劉重天當市長時擔任市長秘書，經常打着劉市長的旗幟招搖撞騙，後來因為貪污受賄被捕入獄。
- 趙廳長
- 王建成金啟明，金字塔集团董事长
  - 劉玉，金啟明秘書[3]
- 周豐田健
- 王偉波楊宏志，田健受賄案關鍵證人，被王國昌因為欠債而非法禁錮[3]
- 范友文，蓝天科技财务总监
- 張謙王國昌，王六順討債公司經理，地區黑幫人物，曾冒認省反貪局人員非法禁錮欠債的楊宏志[3]，嫁禍劉重天。
- 馬倉宋小栓，前王鎮黨委書記[3]
- 郭昶陳立夏，前王鎮村民[3]
- 徐安肖兵
- 陳海珠，星星島上賓館經理，稱呼齊全盛為表舅。
- 饒敏曲碧珠[4]

### 製作人員
- 导演：成浩、蒋绍华
- 编剧：周梅森、孙馨岳
- 制片人：蒋绍华、吴毅
- 总顾问：翟泰丰

## 有關東江省
東江省，簡稱東，是故事裡中華人民共和國一個虛構的省份。

### 有關鏡州市
鏡州市是東江省的一个地级市，亦是省內的經濟重鎮。現任市長是趙芬芳，市委書記是齊全盛。
車牌都以"東B"開始。
東B00001的擁有者是市委書記。
東B00002的擁有者是市長。
東B00003的擁有者是王書記。
鏡州市的計程車是紅色的。
鏡州市的知名企業有金字塔集團、國企藍天集團；農產品有鏡州大曲，藍天集團旗下有藍天科技。
另外，深圳發展銀行在鏡州市亦設有分行。
省三監是省政府設於鏡州市內的監獄。
旅遊景點有鷺島，而市政府门前有月亮广场。歐洲大酒店是當地的重點酒店，並有渡假區雲霧山莊。每年均有舉辦國際服裝節。
鏡州市的市區分為新圩区和老城区，兩者有快速道10號车道連接；下轄有北嶺縣；北嶺縣下轄有前王鎮，鎮黨委書記是宋小栓。另外，星星島是齊全盛的家鄉所在，島上有賓館，與高雅菊有關連。

## 外部連結
- 人民網：反腐题材热播剧《绝对权力》 （页面存档备份，存于）
- 《絕對權力》小說連載